# Chrysogorgia indica
Chrysogorgia indica är en korallart som beskrevs av Thomson och Henderson 1906. Chrysogorgia indica ingår i släktet Chrysogorgia och familjen Chrysogorgiidae. Inga underarter finns listade i Catalogue of Life.